# CCO (会社)
株式会社CCO（英称 CCO Inc.）はかつて存在した日本の企業。

## 沿革
- 2003年2月6日 - 株式会社CCO設立。

## オンラインゲーム運営
オンラインゲーム運営権を取得している会社に代わり、実際の運営を担当するオンラインゲーム代理運営業務を行っていた。

### 過去の運営タイトル
- プリストンテール